# Tomás González Rivera
Tomás González Rivera (* 3. März 1963 in Madrid) ist ein ehemaliger spanischer Fußballspieler.

## Karriere
Tomás unterschrieb seinen ersten Profivertrag im Jahr 1983 und spielte fortan in der Reservemannschaft von Atlético Madrid in der Segunda División. 1985 wechselte er zum Ligarivalen Real Oviedo. Hier entwickelte sich Tomás zu einem wichtigen Bestandteil der Mannschaft. 1988 gelang der Aufstieg in die Primera División. In der Saison 1988/89 bewies Tomás, dass er auch auf Erstliga-Niveau zu guten Leistungen fähig war. Er absolvierte 36 Ligaspiele und schoss sieben Tore. Daraufhin wurden einige größere Vereine auf den Spanier aufmerksam.
Zur Spielzeit 1989/90 wurde Tomás vom FC Valencia unter Vertrag genommen. Am Saisonende wurde er mit dem Verein umgehend Vizemeister. Ferner nahm er mit Valencia viermal am UEFA-Pokal teil. Nach 142 Ligaeinsätzen verließ der Spanier den Verein in Richtung Kantabrien und spielte noch zwei Jahre für Racing Santander.
Nach der Saison 1995/96 beendete Tomás seine Karriere. Insgesamt bestritt der Spanier 243 Spiele in der Primera División und schoss hierbei 18 Tore.

## Erfolge
- Aufstieg in die Primera División: 1988